# Площадь фигуры
Площадь плоской фигуры — аддитивная числовая характеристика фигуры, целиком принадлежащей одной плоскости. В простейшем случае, когда фигуру можно разбить на конечное множество единичных квадратов, площадь равна числу квадратов.

## Об определении
Формальное введение понятия площадь и объём можно найти в статье мера Жордана, здесь мы приводим лишь намётки определения с комментариями.
Площадь — это вещественнозначная функция, определённая на определённом классе фигур евклидовой плоскости и удовлетворяющая четырём условиям:
1. Положительность — площадь неотрицательна;
2. Нормировка — квадрат со стороной единица имеет площадь 1;
3. Конгруэнтность — конгруэнтные фигуры имеют равную площадь;
4. Аддитивность —  площадь объединения двух фигур без общих внутренних точек равна сумме площадей.

При этом определённый класс должен быть замкнут относительно пересечения и объединения, а также относительно движений плоскости и включать в себя все многоугольники. Из этих аксиом следует монотонность площади, то есть
- Если одна фигура принадлежит другой фигуре, то площадь первой не превосходит площади второй:

Чаще всего за «определённый класс» берут множество квадрируемых фигур.
Фигура {\displaystyle F} называется квадрируемой, если для любого {\displaystyle \varepsilon >0} существует пара многоугольников {\displaystyle P} и {\displaystyle Q}, такие что {\displaystyle P\subset F\subset Q} и {\displaystyle S(Q)-S(P)<\varepsilon }, где {\displaystyle S(P)} обозначает площадь {\displaystyle P}.
Примеры квадрируемых фигур:
- многоугольники;
- любая фигура, ограниченная спрямляемой кривой, в частности круг;
- фигура, ограниченная снежинкой Коха, хотя её граница не спрямляема.

## Связанные определения
- Две фигуры называются равновеликими, если они имеют равную площадь.

## Комментарии
- Существует математически строгий, но неоднозначный способ определить площадь для всех ограниченных подмножеств плоскости. То есть на множестве всех ограниченных подмножеств плоскости существуют различные функции площади, удовлетворяющие вышеприведённым аксиомам, а множество квадрируемых фигур является максимальным множеством фигур, на которых площадь определяется однозначно.
  - То же самое можно сделать для длины на прямой, но нельзя для объёма в евклидовом пространстве и также нельзя для площади на единичной сфере в евклидовом пространстве (смотри соответственно парадокс удвоения шара и парадокс Хаусдорфа).

## Формулы
| Фигура                     | Формула | Комментарий |
| -------------------------- | --- | --- |
| Правильный треугольник     | {\displaystyle {\tfrac {\sqrt {3}}{4}}{\cdot }a^{2}}                                                                       | {\displaystyle a} — длина стороны треугольника. |
| Треугольник                | {\displaystyle {\sqrt {p{\cdot }(p-a){\cdot }(p-b){\cdot }(p-c)}}}                                                         | Формула Герона. {\displaystyle p} — полупериметр, {\displaystyle a}, {\displaystyle b} и {\displaystyle c} — длины сторон треугольника.            |
| Треугольник                | {\displaystyle {\tfrac {1}{2}}{\cdot }a{\cdot }b{\cdot }\sin \gamma }                                                      | {\displaystyle a} и {\displaystyle b} — две стороны треугольника, а {\displaystyle \gamma } — угол между ними.                                     |
| Треугольник                | {\displaystyle {\tfrac {1}{2}}{\cdot }b{\cdot }h}                                                                          | {\displaystyle b} и {\displaystyle h} — сторона треугольника и высота, проведённая к этой стороне.                                                 |
| Квадрат                    | {\displaystyle a^{2}} | {\displaystyle a} — длина стороны квадрата. |
| Прямоугольник              | {\displaystyle a{\cdot }b}                                                                                                 | {\displaystyle a} и {\displaystyle b} — длины сторон прямоугольника.                                                                               |
| Ромб                       | {\displaystyle a^{2}{\cdot }\sin \alpha ,{\tfrac {1}{2}}bc}                                                                | {\displaystyle a} — сторона ромба, {\displaystyle \alpha } — внутренний угол, {\displaystyle b,c} — диагонали.                                     |
| Параллелограмм             | {\displaystyle b{\cdot }h}                                                                                                 | {\displaystyle b} — длина одной из сторон параллелограмма, а {\displaystyle h} — высота, проведённая к этой стороне.                               |
| Трапеция                   | {\displaystyle {\tfrac {1}{2}}{\cdot }(a+b){\cdot }h}                                                                      | {\displaystyle a} и {\displaystyle b} — длины параллельных сторон, а {\displaystyle h} — расстояние между ними (высота).                           |
| Четырёхугольник            | {\displaystyle {\tfrac {1}{2}}{\cdot }m{\cdot }n{\cdot }\sin \phi }                                                        | {\displaystyle n} и {\displaystyle m} — длины диагоналей, и {\displaystyle \phi } — угол между ними.                                               |
| Правильный шестиугольник   | {\displaystyle {\tfrac {3{\cdot }{\sqrt {3}}}{2}}{\cdot }a^{2}}                                                            | {\displaystyle a} — длина стороны шестиугольника.                                                                                                  |
| Правильный восьмиугольник  | {\displaystyle 2{\cdot }(1+{\sqrt {2}}){\cdot }a^{2}}                                                                      | {\displaystyle a} — длина стороны восьмиугольника.                                                                                                 |
| Правильный многоугольник   | {\displaystyle {\frac {n{\cdot }a^{2}}{4{\cdot }\tan(\pi /n)}}}                                                            | {\displaystyle a} — длина стороны многоугольника, а {\displaystyle n} — количество сторон многоугольника.                                          |
| Правильный многоугольник   | {\displaystyle {\tfrac {1}{2}}{\cdot }a{\cdot }p}                                                                          | {\displaystyle a} — апофема (или радиус вписанной в многоугольник окружности), а {\displaystyle p} — периметр многоугольника.                      |
| Произвольный многоугольник | {\displaystyle {1 \over 2}\left\|\sum _{i=0}^{n-1}\det {\begin{pmatrix}x_{i}&x_{i+1}\\y_{i}&y_{i+1}\end{pmatrix}}\right\|} | Формула площади Гаусса. {\displaystyle (x_{i},y_{i})} — координаты вершин {\displaystyle n}-угольника, {\displaystyle (x_{n},y_{n})=(x_{0},y_{0})} |
| Круг                       | {\displaystyle \pi {\cdot }r^{2}} или {\displaystyle {\frac {\pi {\cdot }d^{2}}{4}}}                                       | {\displaystyle r} — радиус окружности, а {\displaystyle d} — её диаметр.                                                                           |
| Сектор круга               | {\displaystyle {\tfrac {1}{2}}{\cdot }r^{2}{\cdot }\theta }                                                                | {\displaystyle r} и {\displaystyle \theta } — соответственно радиус и угол сектора (в радианах).                                                   |
| Эллипс                     | {\displaystyle \pi {\cdot }a{\cdot }b}                                                                                     | {\displaystyle a} и {\displaystyle b} — большая и малая полуоси эллипса.                                                                           |